# Udo Lindenberg
Udo Lindenberg (Gronau, 17 maggio 1946) è un cantante, scrittore e pittore tedesco.
In ambito musicale ha praticato soprattutto il genere rock.

## Biografia
Udo Lindenberg ha iniziato la sua carriera musicale nel 1970 come batterista nella formazione Passport  di Klaus Doldinger, dopo aver suonato per un breve periodo in una band da lui stesso fondata. Nel 1971 ha inciso il suo primo album da solista, con canzoni in lingua inglese (tutta la sua successiva produzione avrà invece testi in tedesco), senza raccogliere consensi; analogo flop ha fatto registrare anche il secondo lavoro, inciso l'anno successivo; il terzo album, Alles klar auf der Andrea Doria (1973), contenente il pezzo omonimo e l'altro singolo Cello, è stato quello della consacrazione.
Nel 1976 Udo Lindenberg ha scoperto il talento canoro di Ulla Meinecke, fino a quel momento sua segretaria personale. Ne ha prodotto i primi due album e l'ha ospitata in uno dei propri, Dröhnland Symphonie, dove ella figura anche come coautrice. In seguito Lindenberg ha collaborato con David Bowie, Eric Burdon, Gianna Nannini, Lucio Battisti, Nena.
Nel 1978 ha pubblicato un album interamente composto da cover (tra cui As Time Goes By, Born to Be Wild, Candle in the Wind), tutte tradotte in lingua tedesca.
Nel 1983 ha inciso un'altra cover, Sonderzug nach Pankow, versione in tedesco di Chattanooga Choo Choo, con un testo contenente accenti molto polemici nei confronti della DDR, in cui lanciava invettive contro il Presidente del Consiglio Erich Honecker.
A partire dagli anni 80, Udo Lindenberg ha intrapreso anche altri percorsi, in particolare quello letterario (pubblicando libri di vario genere, compresa un'autobiografia): degno di nota anche il suo approdo alla pittura, avendo in questo un mentore nel fratello Erich, già noto come esecutore di nature morte.
Udo Lindenberg, che per buona parte degli anni 70 e 80 è stato uno dei dominatori nelle classifiche musicali tedesche, vive da tempo in una suite del prestigioso hotel Atlantic di Amburgo, dove ha anche tenuto il concerto inserito poi nel suo album live del 2011: tra i brani è presente una nuova versione di Cello, eseguita in duetto con Clueso.

## Discografia
- 1971 Lindenberg
- 1972 Daumen im Wind
- 1973 Alles klar auf der Andrea Doria
- 1974 Ball Pompös
- 1975 Votan Wahnwitz
- 1976 Galaxo Gang
- 1976 Sister King Kong
- 1976 Panik Udo (Sampler)
- 1977 Panische Nächte
- 1978 Lindenbergs Rock-Revue
- 1979 Dröhnland-Symphonie
- 1979 Livehaftig (Live)
- 1979 Der Detektiv
- 1980 Panische Zeiten
- 1980 Meine Panik (Sampler)
- 1981 Udopia
- 1982 Keule
- 1982 Intensivstationen (Live)
- 1983 Odyssee
- 1983 Lindstärke 10 (Live)
- 1984 Götterhämmerung
- 1985 Sündenknall
- 1985 Radio Eriwahn präsentiert
- 1987 Feuerland
- 1987 Phönix
- 1988 Gänsehaut (Balladen-Sampler)
- 1988 Hermine
- 1988 Casa Nova
- 1989 Bunte Republik Deutschland
- 1990 Live in Leipzig
- 1991 Ich will dich haben
- 1992 Gustav
- 1992 Unter die Haut
- 1992 Panik-Panther
- 1993 Benjamin
- 1995 Kosmos
- 1996 Und ewig rauscht die Linde
- 1997 Belcanto
- 1998 Zeitmaschine
- 2000 Der Exzessor
- 2001 Ich schwöre – Das volle Programm (Live)
- 2001 Balladen
- 2002 Atlantic Affairs
- 2003 Der Panikpräsident
- 2005 Absolut
- 2008 Stark wie Zwei
- 2011 MTV unplugged - Live aus dem Hotel Atlantic